# Ciszyca-Kolonia
Ciszyca-Kolonia – wieś sołecka w Polsce położona w województwie świętokrzyskim, w powiecie opatowskim, w gminie Tarłów.
W latach 1975–1998 miejscowość administracyjnie należała do województwa tarnobrzeskiego.
Według spisu powszechnego z roku 1921 Ciszyca kolonia (obok Ciszycy Dolnej, Ciszycy Górnej. Ciszycy Przewozowej) posiadała 75 domów i 444 mieszkańców w tym: 9. ewangelików, 5. innego chrześcijańskiego wyznania i 8. wyznania mojżeszowego - wszyscy deklarowali narodowość polską
Wierni kościoła rzymskokatolickiego należą do parafii Świętej Trójcy w Tarłowie.